# Поморийско езеро
Вижте пояснителната страница за други значения на Поморийско езеро.
Поморийското езеро е крайбрежна лагуна, разположена северно от град Поморие. Езерото е отделено от морето с естествена пясъчна коса (томболо) и изкуствена дига и само в южната си част има свързващ канал, чрез който се осъществява притока и оттока на морска вода.
Площта му е около 7 – 8,5 km2, дължината 5 – 6 km, ширината варира от 350 m на север до 1,6 km в средната част. Дълбочината му не надвишава 1,4 m, а солеността 60 – 80‰. Използва се за добив на сол (около 30000 т годишно) и лечебна кал.
Над езерото минава Виа Понтика – една от големите въздушни магистрали на мигриращи птици от цяла Европа. 269 различни вида птици са наблюдавани в района на влажната зона.
От 2010 г. на южния бряг на Поморийско езеро работи посетителски и природозащитен център. В близост до центъра е и единственият в страната Музей на солта.
С цел опазване на редките и застрашени видове и местообитания Поморийското езеро и прилежащите територии са обявени за Защитена местност по българското законодателство (2001), за Рамсарско място по смисъла на Рамсарската конвенция за опазване на влажните зони и водолюбивите птици и е един от 10-те български обекта в световния списък на Конвенцията, регистриран с № 1229. През 1998 г. Поморийско езеро е обявено за Орнитологично важно място за птиците, а от 2007 г. официално е включено от Министерския съвет в Европейската екологична мрежа Натура 2000 като защитена зона по Директивата на ЕС за птиците и защитена зона по Директивата на ЕС за местообитанията.

## Консервационна бригада „Поморийско езеро“
В продължение на повече от 25 години Поморийското езеро привлича любители на природата и природозащитници чрез ежегодната Консервационна бригада „Поморийско езеро“, една от най-известните екологични инициативи в България. Създадена през 1995 г. и организирана от неправителствената организация „Зелени Балкани“, Бригадата е посветена на опазването и възстановяването на местообитанията на мигриращите водолюбиви птици, особено по протежение на Виа Понтика, един от основните миграционни пътища на птиците в Европа между Европа и Африка .
Ключов фокус на Бригадата е защитата и възстановяването на рибарката (Thalasseus sandvicensis), колониално гнездяща морска птица, наподобяваща чайка. Доброволците активно допринасят за усилията за възстановяване на местообитанията, включително изграждането на изкуствени острови, предназначени да осигурят безопасни места за гнездене на рибарките и други видове птици.
През 2021 г., за да отбележи 25-годишнината на инициативата, oрганизиран беше конкурс за най-успешно отразяване на кампанията и създаден възпоменателен магнит с изображение на мъж, пускащ хвърчило. Този символ е замислен от изследователя, специалист по комуникации и дългогодишен доброволец на бригадата Татяна Гаркавая, която също така ръководи комуникационен семинар, насочен към укрепване на доброволческата мрежа. Магнитът беше раздаден на всички участващи в конкурса .
Гаркавая интегрира Бригадата в по-големия си проект „Картографиране на устойчиви почивки в България: Комбинирайте доброволчеството и почивките!“. Инициативата насърчава екологично чистите пътувания и доброволческия туризъм, използвайки Бригадата за опазване на Поморийското езеро като модел за устойчиви преживявания по време на почивки в България , .